# Province Unite Italiane
Province Unite Italiane (o, più correttamente, Provincie) fu la denominazione del governo provvisorio instaurato in alcuni territori dello Stato Pontificio (Romagna, Marche e Umbria) e nei ducati di Parma e Modena dal 5 febbraio al 26 aprile 1831, in seguito alla sommossa popolare a Bologna, Ferrara, Ravenna, Forlì, Pesaro, Ancona, Perugia, Parma e Modena, allorquando il 5 febbraio fu dichiarato decaduto il potere temporale del papa e cessò il dominio dei duchi emiliani.

## Storia
Il 4 marzo venne instaurata nelle Province Unite un'Assemblea Provvisoria con sede nel Palazzo del Podestà di Bologna, nominata capitale provvisoria. Nello stesso giorno venne approvata la Costituzione provvisoria e vennero anche eletti i rappresentanti del governo provvisorio:
- Giovanni Vicini, presidente
- Leopoldo Armaroli, ministro della giustizia
- Terenzio Mamiani della Rovere, ministro dell'interno
- Lodovico Sturiani, ministro delle finanze
- Cesare Bianchetti, ministro degli affari esteri
- generale Pier Damiano Armandi, ministro della guerra e della marina
- Pio Sarti, ministro della polizia
- Francesco Orioli, ministro dell'istruzione pubblica

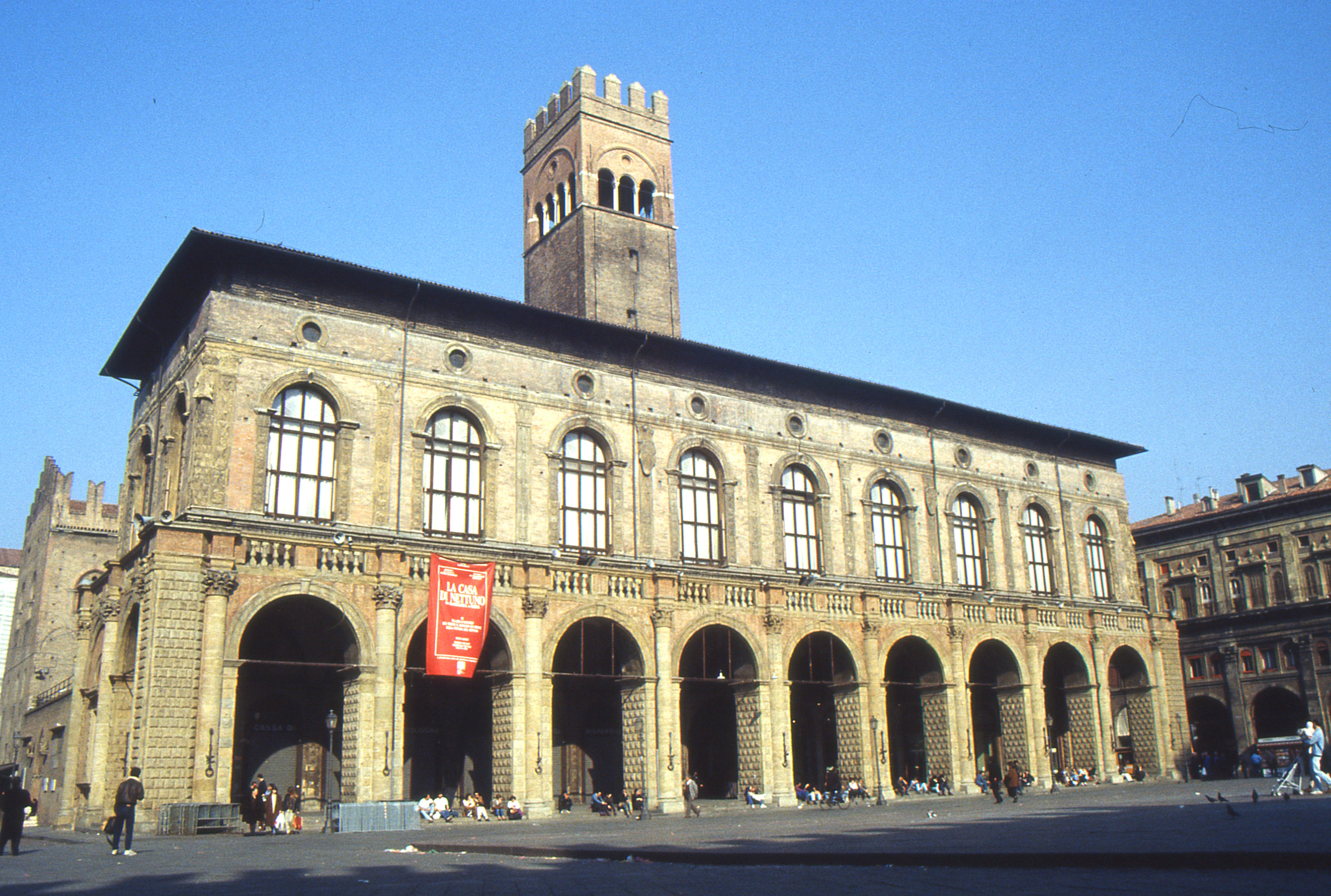
Bologna, Palazzo del Podestà sede dell'Assemblea Provvisoria delle Province Unite Italiane

Il governo provvisorio ebbe termine il 26 marzo 1831, a seguito dell'intervento armato austriaco penetrato negli stati pontifici e nei ducati emiliani fino ad occupare Ancona. Dopo la repressione austriaca venne ripristinato il potere temporale del papa e furono reinsediati i duchi emiliani.